# Synodontis ilebrevis
Synodontis ilebrevis är en fiskart som beskrevs av Wright och Page 2006. Synodontis ilebrevis ingår i släktet Synodontis och familjen Mochokidae. Inga underarter finns listade i Catalogue of Life.